# Toxisk femininitet
Toxisk femininitet är en benämning för och teori kring negativt kvinnligt beteende. Det är en kvinnlig motsvarighet till toxisk maskulinitet, och båda fenomenen sägs syfta på stereotypt beteende där män respektive kvinnor utnyttjar könsroller som utgångspunkt för att peka ut och angripa motståndare. Ibland åsyftas endast begränsande kvinnligt beteende mot andra kvinnor alternativt följsamhet kring kvinnliga könsstereotyper, ibland känd som internaliserad sexism.

## Historik och karaktär
Den toxiska maskuliniteten är ett begrepp som myntats först på senare år, för negativt manligt beteende som utgår från traditionella och dominerande karaktärsdrag. Hos män kan detta baseras på stereotyper kring ilska, lust och dominans, vilka ofta generaliseras kring maskulinitet och män i allmänhet. En motsvarande toxisk femininitet dök upp i medierna runt 2018, när socialpsykologen Devon Price och pedagogen Jan Gilmore skrev massmedietexter i ämnet.
Senare har toxisk femininitet diskuterats som en typ av 'stel femininitet' som låser inne kvinnor i sin könsroll. Diskussionen om den har dragit inspiration från andra teorier om kvinnlighet, inklusive hegemonisk, normativ och patriarkal femininitet, paria-femininitet och "femmephobia".

### Karaktär
Negativt beteende från kvinnor kan istället baseras i stereotypt kvinnliga egenskaper eller könsroller som bräcklighet och undergivenhet. En kvinna kan där utnyttja det faktum att hon i samhällets ögon ofta ses som försvarslös och ett offer till att åberopa "rättmätig" kompensation och andra åtgärder. Att undvika ansvar, i ljuset av att en kvinna inte förutses kunna klara av vissa saker, kan klassas som en sorts toxisk femininitet.
Begreppet toxisk femininitet kopplas ibland samman med en tilltro till att kvinnor är lite bättre än män eller till kvinnligt socialt kontrollbeteende. Denna kontroll kan uttrycka sig i passiv aggressivitet, social exkludering, verbal mobbning och intolerans mot avvikare. Ett exempel på en sådan intolerans sägs även vara den transexkluderande femininismen (TERF), där en hel grupp av människor exkluderas i ett försök att hålla uppe gränserna mellan män och kvinnor och bevaka tolkningsföreträdet kring könsroller och maktanalyser.
Beskrivningen av toxisk femininitet sägs ibland endast kunna definieras av andra kvinnor, som en begränsning av andra kvinnor. Detta motsvarar en internaliserad sexism, där kvinnor axlar rollen som kontrollanter av andra kvinnor för att slå vakt om den rådande könsmaktsordningen. Ett sådant beteende kan handla om en internaliserad misogyni som påbjuder begränsningar i beteendet hos andra kvinnor, för att bättre "passa in i ledet" och anpassa sig till ett "acceptabelt" beteende som gillas av män.
Andra diskuterar om toxisk femininitet överhuvud taget existerar.

### McCanns fyra femininiteter
Baserat på diskussionen kring toxisk femininitet (engelska: toxic femininity) utvecklade Hannah McCann, kulturvetare vid University of Melbourne, 2022 en modell med olika femininiteter och deras respektive förhållningssätt till den rådande maktordningen i samhället. Hon listade där ett antal olika karaktärsdrag och effekter hos olika slags femininiteter, och huruvida vissa av dessa skulle kunna klassas som "toxiska". Hon såg olika typer av "rigida femininiteter" som bättre förklaringsmodeller för att förtydliga strukturer som begränsar oss inuti ett "toxiskt" könssystem. Bland annat skilde hon mellan fyra olika typer av femininitet:
- Betonad femininitet (Emphasised femininity)
- Hegemonisk femininitet (Hegemonic femininity)
- Normativ femininitet ('Normative femininity)
- Patriarkal femininitet (Patriarchal femininity)

Den första av dessa följer den patriarkala strukturen, och den underordnar sig de rådande normerna kring könsroller i samhället. Den andra arbetar i lag med den hegemoniska maskulineten (den som har mest makt enligt könsmaktsordningen). Den tredje förstärker ideala sociala normer kring femininitet, särskilt i form av olika kroppsliga uttryck. Den fjärde reproducerar sociala normer som dikteras av en patriarkal struktur, och den kombinerar de andra typernas roll i att stärka patriarkala normer och strukturer.

## Exemplet Sverige
Ett av de länder där jämställdhetsarbetet för att öka kvinnlig representation i olika samhällssektorer nått längst är Sverige. I den civila statsapparaten finns numera fler kvinnor även på högre nivå, inom skolväsendet är numera en klar majoritet kvinnor, medan fördelningen mellan riksdagsmän och riksdagskvinnor nästan helt jämnats ut. Detta har bidragit till att det svenska samhället anammat fler kvinnliga värden och värderingar, allteftersom kvinnor i många fall fått ta över de tolkningsföreträden som män tidigare haft.
Det finns de som anser att den ökande jämställdheten i det svenska samhället lett till en ökning av toxisk femininitet. Svenska Dagbladets ledarskribent Paulina Neuding tyckte sig se ett tydligt exempel på detta den 6 oktober 2024. Då "kastades" Henrik Brandão Jönsson ut från studion i P4-programmet Söndag i P4 (med två kvinnliga programledare), efter att han nämnt dansk prostitution utan att anlägga en kritisk ton. Granskningsnämnden för radio och TV friade därefter programledarnas beslut, med hänvisning till demokratibestämmelsen. Den bestämmelsen syftar bland annat till "fördömande av rasism, våld och brutalitet samt hävdande av jämställdhet mellan kvinnor och män", enligt ett tankesätt som enligt Neuding i praktiken kan bidra till att tysta en öppen debatt.
Olika svenska debattörer har velat lyfta fram den toxiska femininiteten. Den har bland annat beskrivits som ett överdrivet framlyftande av kvinnors påstådda bräcklighet och undergivenhet, liksom av ett manipulativt beteende.